# 791 km
791 km ist ein deutscher Kinofilm des Regisseurs Tobi Baumann aus dem Jahr 2023. Die Tragikomödie entstand nach einem Drehbuch von Autor Gernot Gricksch und handelt von fünf Reisenden, die sich aufgrund eines Sturms nachts ein Taxi von München nach Hamburg teilen. Der Film startete am 14. Dezember 2023 in den deutschen Kinos.

## Handlung
Das Herbststurmtief Herwarth legt den Schienenverkehr in Deutschland lahm. Nachdem alle Zugverbindungen gestrichen wurden, sind im Münchner Hauptbahnhof hunderte Reisende gestrandet. Vor den Schaltern der Deutschen Bahn, wo Taxi-Gutscheine ersatzweise an die Passagiere ausgehändigt werden, bilden sich lange Schlangen. Unter der Betroffenen befindet sich auch das ungleiche Paar Tiana und Philipp. Tiana ist eine junge Startup-Gründerin, ihr Freund Philipp arbeitet als Physiotherapeut. Tiana trifft der Ausfall besonders bitter: Sie muss unbedingt zu einem wichtigen Geschäftstermin in ihre Heimatstadt Hamburg, während Philipp mit seiner lockeren Lebenseinstellung lieber eine weitere Nacht in München bleiben würde. Tiana beendet daraufhin die Beziehung und überrumpelt damit ihren sonst sehr entspannten Freund.
Bei der Suche nach einer Transportmöglichkeit treffen sie auf Marianne, eine ehemalige Professorin für Linguistik und Soziologie, die ebenfalls einen wichtigen Termin in Hamburg hat. Marianne, die sich durch ihre rebellische Natur auszeichnet, war in der Vergangenheit politisch aktiv und hält immer noch an ihren Überzeugungen fest, auch wenn sie mit der neuen, „spießigen“ Generation von Umweltschützern nicht mehr viel gemein hat. Sie lädt Tiana und Philipp dazu ein, sich ein noch fahrerloses aber augenscheinlich zur Verfügung stehendes Taxi zu teilen, in dessen Kofferraum sie bereits ihr Gepäck verstaut hat. Im Inneren des Taxis stoßen sie überdies auf einen weiteren Passagier: Susi, die schüchtern und zurückhaltend wirkt und ihr Gesicht unter einem Hoodie verbirgt.
Als Taxibesitzer Joseph von seinem Einkauf zurückkehrt und die Gruppe in seinem Wagen vorfindet, fordert er die ungebetenen Fahrgäste zunächst auf, auszusteigen. Als diese auf ihre Gutscheine im Wert von jeweils 350 Euro verweisen, willigt er jedoch ein, die Strecke anzutreten. Während der Fahrt prallen die unterschiedlichen Persönlichkeiten und Lebensanschauungen der Passagiere aufeinander: Joseph ist unzufrieden und zornig über seine Lebenslage, Marianne ist ein weitgereister Alt-Hippie, Tiana eine ambitionierte Karrierefrau und Philipp das exakte Gegenteil. Susi, die anfangs schweigsam ist, erweist sich einerseits als unter gesetzlicher Betreuung stehend, andererseits besitzt sie jedoch ein beinahe perfektes Gedächtnis und spricht auf Grund ihres besonderen Charakters Wahrheiten aus, die andere in ihrer Perspektive nicht erkennen.
Im Laufe der Fahrt kommen Geheimnisse und tiefere Motive der Charaktere ans Licht: Tiana ist heimlich schwanger, zweifelt jedoch an Philipp Fähigkeiten als Vater und Lebensgefährte. Dieser reagiert auf die von Susi ausgeplapperte Neuigkeit mit großer Freude, kann Tiana zunächst jedoch nicht von ihren Bedenken abbringen. Marianne leidet an beginnender Demenz und fürchtet sich nach einem Zerwürfnis mit ihrer Schwester davor, auf sich allein gestellt zu sein. Susi gesteht ein, gar keinen Taxi-Gutschein zu besitzen und muss mit Blick auf ihre spontane Entscheidung, beigestiegen zu sein, Konsequenzen durch ihren „Vormund“ befürchten. Josef, der nach einem Unfall auf dem Fahrrad keinen Führerschein besitzt, trotzdem aber zur Finanzierung seines Lebensunterhalts weiter als Taxifahrer arbeitet und deshalb die Polizei fürchtet, will in Bad Bramstedt der Beerdigung seines Sohnes Jan beiwohnen.
Die pünktliche Ankunft in Hamburg scheint zunächst gesichert, bis das Taxi in einen Stau gerät. Als Philipp eine Gruppe wartender Autofahrer dazu bewegen kann, das die Straße versperrende Autobahnschild von der Fahrbahn zu tragen, erkennt Tiana, dass sie falsch lag und gibt ihrer Beziehung eine zweite Chance. In Hamburg angekommen entscheidet sie sich kurzerhand gegen ihren Geschäftstermin. Stattdessen begleitet sie Josef, Philipp, Marianne und Susi zu Jans Begräbnis. Josef findet in der Anteilnahme seiner Fahrgäste Trost und tritt gemeinsam mit Susi noch am selben Tag die Heimreise an. Noch auf der Autobahn versprechen sie einander, in Kontakt zu bleiben. Marianne hat sich unterdessen dazu durchgerungen, ihre Schwester zu kontaktieren und lässt sich nach der Beerdigung von ihr abholen.

## Produktion
791 km wurde von Regisseur Tobi Baumann im Rahmen seiner produzentischen Tätigkeit bei der Firma Brainpool entwickelt. Inspiriert wurde Baumann von einem Artikel auf Bento, in dem eine junge Journalistin von ihrer Taxifahrt mit einer Gruppe von ihr fremden Mitreisenden berichtete, nachdem die gemeinsame Zugverbindung von Dortmund nach Hamburg wegen eines Herbststurmes kurzfristig ausgefallen war. Mit dem Drehbuch zum Film beauftragte er den Autor Gernot Gricksch, dessen erstes Treatment Baumann sofort gefiel. Nachdem der Spielfilm bei Brainpool während der COVID-19-Pandemie längere Zeit hatte ruhen müssen und Baumann die Produktionsgesellschaft schließlich verlassen hatte, konnte er Pantaleon Films für den Stoff begeistern, wo zunächst Produzentin Kristina Löbert die Projektleitung innehatte, ehe Tobias M. Huber von ihr übernahm. Huber und sein Kollege Dan Maag holten schließlich Willi Geike mit seiner Firma ProU Producers United mit ins Boot. Die Mitwirkung Geikes, der als Deutschlandchef von Warner Bros. zuvor bereits mehrere Projekte mit Pantaleon realisiert hatte, sollte sich als entscheidender Schritt zu späteren Realisierung des Films entpuppen.
Als Koproduzenten agierten SevenPictures, Brainpool TV, WS Filmproduktion und B.A. Produktion. Die ausführenden Produzenten konnten Fördergelder vom FilmFernsehFonds Bayern, der Film- und Medienstiftung NRW sowie von der Filmförderungsanstalt und dem Deutschen Filmförderfonds sichern, die die Produktion des Films mit rund zwei Millionen Euro bezuschussten. FilmFernsehFonds Bayern und Film- und Medienstiftung NRW beteiligten sich mit jeweils 110.000 Euro und 50.000 Euro ferner auch an der Verleihförderung. Weitere Förderung erfolgte durch die Beauftragte der Bundesregierung für Kultur und Medien. Als Verleiher stieß neben ProU Producers United auch Filmwelt später zum Projekt hinzu. Die Besetzung beschrieb Baumann aufgrund der langen Entwicklungsphase als „nicht einfach“. So sei es schwierig gewesen, die Schauspieler bis Drehstart „bei der Stange zu halten“. Iris Berben war die erste Darstellerin, die der Regisseur besetzte. Für die weiteren Hauptrollen konnte Baumann Joachim Król, Nilam Farooq, Ben Münchow und Lena Urzendowsky verpflichten. Den Aufnahmen gingen intensive Proben voraus, die Cast und Crew auch während der Drehzeit begleiteten.
Die Dreharbeiten fanden an 23 Drehtagen in zwei größeren Blöcken zwischen 23. Februar bis 27. April 2023 in Köln und Düsseldorf sowie München und Umgebung statt. Als Kulisse dienten unter anderem das Colorium in der Speditionstraße im Düsseldorfer Medienhafen, der Münchner Hauptbahnhof, die denkmalgeschützten Wappenhalle im Flughafen München-Riem und die FTL Germany, eine Autobahnkulisse in der Gemeinde Aldenhoven. Die Aufnahmen im Inneren des Taxis entstanden in einem virtuellen Studio der Plazamedia im AGROB Medienpark in Ismaning, die neben der Studiofläche eine 120 Quadratmeter große LED-Kurve zur Verfügung stellte, auf der die jeweiligen Hintergründe während des Drehs ausgespielt wurden. Die dafür genutzten Backplates waren im Vorfeld des Drehs eigens mit einem speziell präparierten Fahrzeug gefilmt worden, welches die gewünschten Streckenabschnitten mit neun Kameras gleichzeitig gefilmt hatte und so später ermöglichte, nicht nur starre Bilder, sondern auch frei bewegliche Einstellungen innerhalb des Taxis zu filmen. Die Musik stammt vom deutschen Komponisten und Singer-Songwriter Tobias Kuhn gemeinsam mit Philipp Steinke.

## Kritik
Die Kritiken zu 791 km fielen überwiegend positiv aus. Rezensenten lobten den Film für seine humorvolle Darstellung und die Fähigkeit, die verschiedenen Charaktere im Verlauf der Handlung näherzubringen, was zu einem wachsenden Verständnis für ihre Sorgen und Bedürfnisse führe. So schrieb unter anderem die Deutsche Presse-Agentur: „Fünf Menschen in einem Taxi. Im Roadmovie 791 km zeigen Stars wie Iris Berben und Joachim Król, wie aufregend das sein kann. Sie verführen das Publikum zu Lachsalven und zu Tränen der Rührung.“ Über den Charakter des Films urteilte der Berliner Kurier: „Bei vielen im Publikum dürfte mehrfach Taschentuchalarm ausgelöst werden. Doch kitschig wird das nie.“ Die Augsburger Allgemeine beschrieb den Film als „Mainstream-Komödie mit Tiefgang“, der „dank seiner Besetzung und treffsicherer Pointen das Unterhaltungsziel erreicht“.

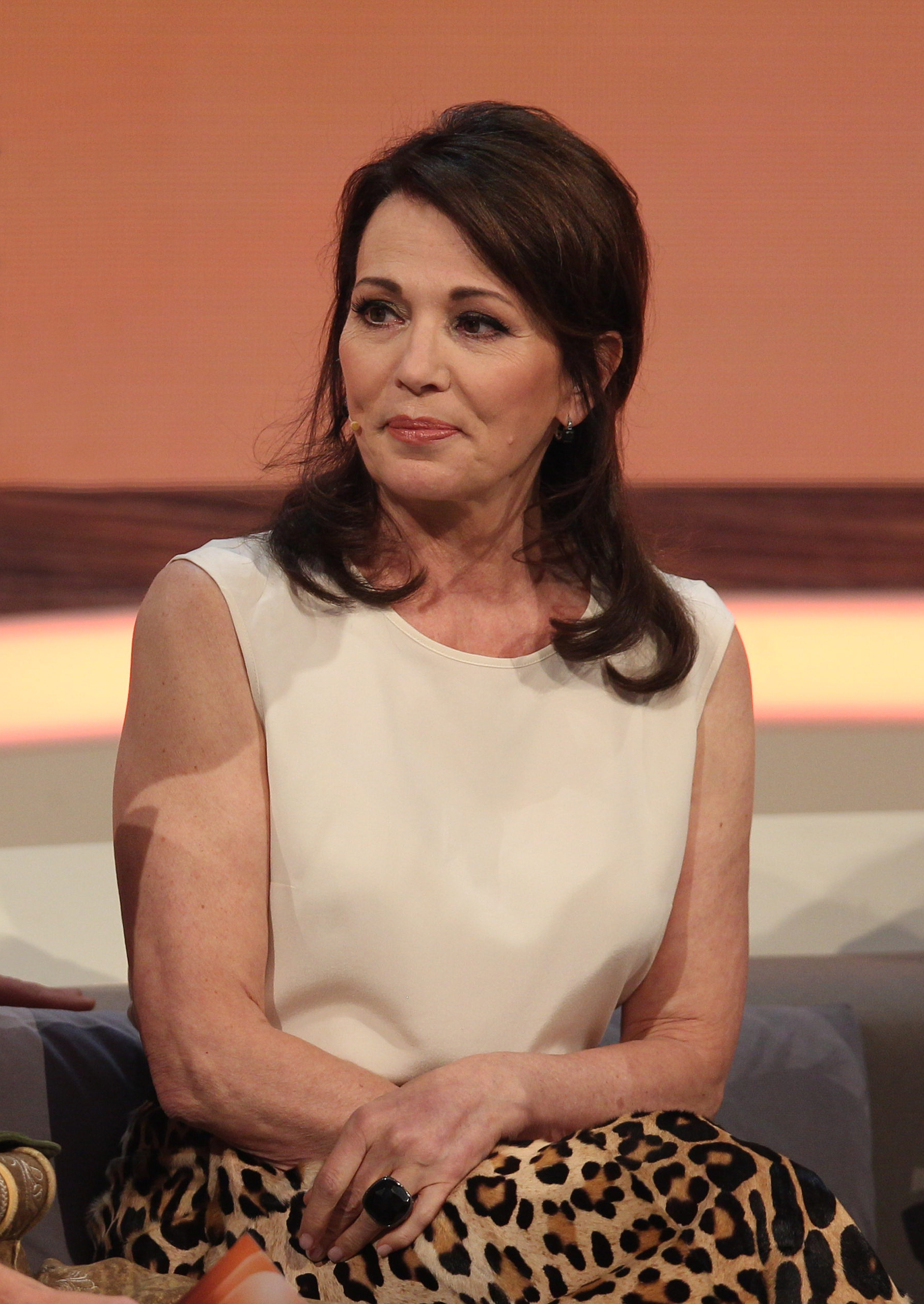
Das Ensemble um Iris Berben erhielt ausnahmslos positive Kritiken für sein Spiel im Film.

NDR-Kultur-Redakteurin Bettina Peulecke urteilte, dass Drehbuchautor Gernot Griksch wie schon bei Das Leben ist nichts für Feiglinge (2012) eine „gelungene Tragikomödie“ verfasst habe, in der „viel geredet, gestritten, aber auch gelacht“ würde. Seine Dialogen erzeugten „Gespräche und Sympathien, wo man sie nie vermutet hätte“ und offerierten zugleich eine „Chance der Annäherung, die im gesellschaftlichen Diskurs unserer Zeit viel zu oft auf der Strecke bleibt“. Król und Berben führten die Besetzung zwar „erfahrungsmäßig“ an, es sei „aber vor allem Lena Urzendowski, die als Susi schauspielerisch zeitweise eine Führungsrolle übernimmt“.
Anke Sterneborg vom Hörfunksender rbbKultur urteilte, dass Regisseur Tobi Baumann dem Film nicht nur „seinen erprobten Humor“ beisteuere, sondern auch „den Ehrgeiz, das Extrem-Kammerspiel-Roadmovie nie monoton aussehen zu lassen. So poltern die Reisenden zunächst ruppig aneinander und raufen sich im Laufe der Fahrt, mit wachsendem Verständnis für ihre Sorgen und Bedürfnisse zur fürsorglichen Ersatzfamilie zusammen“. Die Prämisse, auf engstem Raum „in volatiler Mischung“ alle Themen anzureißen, die „derzeit die deutsche Gesellschaft im Innern auf eine Zerreißprobe“ stellen, sei zwar nicht „sonderlich originell“, funktioniere „mit einem gut zusammengewürfelten Schauspielerensemble dann aber doch erstaunlich gut“.
Auch Jörg Brandes von Filmstarts.de befand, dass der Film „mit der Zuhörbereitschaft seines Figurenensembles dem aktuell grassierenden Lagerdenken etwas entgegen“ setze und man „dank des gut aufgelegten Ensembles und vieler gut geschriebener Dialoge“  mit den Figuren über weite Strecken „doch gern mit im selben Boot beziehungsweise Taxi“ sitze. Die Produktion biete neben „viel Ernsthaftigkeit [...] auch etwas Humor“, der dem Film nicht nur guttue, sondern „wohldosiert“ sei und „nie aufgesetzt“ wirke. Einerseits wirke „der Film mit seiner großen Themenvielfalt etwas überladen, und auch nicht jede Wendung ist direkt nachvollziehbar. Andererseits setzt er mit der Zuhörbereitschaft seines Figurenensembles etwas dem aktuell grassierenden Lagerdenken entgegen – das tut richtig gut“.
Elmar Krekeler beschrieb 791 km in seiner Rezension für Die Welt als „sehr deutschen, fast bürokratischen Film. Die Debattenhoheit wechselt mit den Pinkelpausen. Lachen muss man beinahe nie.“ Die Produktion sei daher nur eine „vermeintliche Komödie“. Insbesondere die erste Dreiviertelstunde sei nur mit Anstrengung der „Witz zu finden, den eine Komödie ja eigentlich haben sollte“. Baumann und Gricksch hätten dem Film zudem „besonders klischierte Exemplare der deutschen Gegenwartsgesellschaft ins Auto gesetzt“, wobei die Darsteller gegen eine Zahl an „Plattitüden“ anspielen müssten. Urzendowski sei jedoch „der klammheimliche Motor dieser Debattenmaschine. Ohne Susi und ihre Distanzlosigkeit käme 791 km nicht mal bis zur Allianz-Arena“.

## Erfolg
791 km feierte am 13. Dezember 2023 im Mathäser-Filmpalast in München Uraufführung. Die Freigabe der Produktion zur öffentlichen Vorführung erfolgte am Tag darauf. In Deutschland konnte sich der Film nach Ende des ersten Vorführwochenendes mit rund 35.000 Besuchern und einem Einspielergebnis von 323.000 Euro als höchster Neueinsteiger auf Rang sechs der deutschen Kinocharts platzieren. In den deutschen Arthouse-Kinocharts stieg 791 km wiederum auf dem dritten Platz ein.